# 장회황후
장회황후 반씨(章懷皇后 潘氏, 968년 ~ 989년 6월 13일(음력 5월 3일))는 북송 진종(眞宗)의 첫번째 부인이다. 진종 즉위 전에 사망하였다. 진종이 즉위하여 황후로 추존되었다.

## 생애
반씨는 대명(大名) 출신이며, 충무군 절도사 반미(潘美)의 여덟번째 딸이다.
985년(옹희 2년), 한왕 조항(진종)과 혼인하였으며, 이후에 거국부인(莒國夫人)으로 봉해졌다. 989년(단공 2년) 5월, 병으로 사망하였다.
997년(지도 3년), 진종이 즉위하자 반씨에게 장회(莊懷)의 시호를 내리고 황후로 추존하였으며 영창릉에 옆에 보태릉(保泰陵)을 짓고 반씨를 이장하였다.
1044년(경력 4년), 인종이 시호를 장회(章懷)로 개칭하였다.

## 가족 관계

### 부모
- 부 : 반미(潘美, 925년 ~ 991년)
- 모 : 미상

### 남편
- 진종(眞宗, 968년 ~ 1022년) : 북송의 제3대 황제